# Al-Batrun
Al-Batrun (arab. ‏البترون‎; gr. Βοτρύς, Botrys) – miasto w Libanie, na wybrzeżu Morza Śródziemnego, na południe od przylądka Ras asz-Szaka, 54 km na północ od Bejrutu, 33 km na południe od Trypolisu, siedziba dystryktu Al-Batrun. Liczy 11 tys. mieszkańców (2006). Niewielki port rybacki wokół małej zatoki, ośrodek produkcji owoców. W starożytności i średniowieczu ośrodek produkcji wyśmienitych win. Zamieszkane przez maronitów, siedziba biskupa maronickiego. Zabytki: rzymski amfiteatr wykuty w skale, maronicka katedra świętego Stefana z XIX wieku, prawosławna cerkiew świętego Jerzego z XIII wieku, kaplica Matki Boskiej Morza (Sadijjat al-Bahr).
Okolice miasta były stale zamieszkane już w neolicie. Miejscowość jest wzmiankowana przez tabliczki z Tall al-Amarna (XIV wiek p.n.e.). W IX wieku p.n.e. król Tyru Etbaal I wzniósł w nim cytadelę. Miasto należało do ligi miast fenickich. Wspominają o nim starożytni geografowie - Strabon, Pliniusz, Ptolemeusz. Za czasów rzymskich leżało w prowincji Phoenicia Prima. Już w V wieku było siedzibą biskupstwa - sufraganii Tyru w patriarchacie Antiochii. W 551 miasto zostało mocno zniszczone przez trzęsienie ziemi. Za czasów krzyżowców (1104–1289), jako Le Boutron, było ośrodkiem Lenna Świętych Gór w hrabstwie Trypolisu. Lennem tym władał prowansalski ród Agout, a następnie pizański kupiec Plebanus. Od 1518 do 1918 roku Al-Batrun leżało w granicach imperium osmańskiego.